# هوین توک خانگ
هوین توک خانگ (انگلیسی: Huỳnh Thúc Kháng; ۱ اکتبر ۱۸۷۶ – ۲۱ آوریل ۱۹۴۷) سیاست‌مدار اهل ویتنام بود. وی از ۲۹ مه ۱۹۴۶ تا ۲۱ اکتبر ۱۹۴۶ رئیس‌جمهور موقت ویتنام شمالی بود.
او همچنین از ۳۱ مه ۱۹۴۶ تا ۲۱ سپتامبر ۱۹۴۶ نخست‌وزیر ویتنام شمالی بود.
هوین توک خانگ در ۲۱ آوریل ۱۹۴۷، در سن ۷۰ سالگی درگذشت.